# Aksel Svane
Aksel Svane (* 2. August 1898 in Kopenhagen; † 30. November 1991) war ein dänischer Jurist, Beamter und Landsfoged in Grönland.

## Leben
Aksel Svane war der Sohn des Schulinspektors Iver Kristian Svane (1867–1939) und der Lehrerin Jenny Karoline Kamilla Petersen (1869–1948). Die Familie Svane stammt ursprünglich aus dem östlichen Vendsyssel (Albæk-Voer) und die Mitglieder waren bereits seit dem 18. Jahrhundert als Schullehrer tätig. Aksel Svane besuchte ein Gymnasium in Kopenhagen, das er 1917 abschloss. Anschließend studierte er Jura und wurde 1924 cand.jur. Nach dem Studium arbeitete er als Volontär im Gerichtsbüro des Kopenhagener Søndre Birk und wurde stellvertretender Sekretär in der Steuerbehörde. Noch im selben Jahr begann er eine bis 1925 andauernde Weltreise mit dem Motorrad. 1926 wurde er Bevollmächtigter im Færø Amt (Färöer). 1929 folgte eine Anstellung als Sekretär im Landbrugsministeriet. Am 31. März 1931 heiratete er Else Flensborg (1904–1954), Tochter des Bahnchefs Holger Flensborg (1875–1965) und seiner Frau Margrethe Garde (1874–1944).
1932 wurde er zum Landsfoged von Südgrönland ernannt. Als Dänemark 1940 im Zweiten Weltkrieg vom Deutschen Reich annektiert wurde, verlor das Land die Kontrolle über seine Kolonie Grönland. Gemeinsam mit seinem nordgrönländischen Kollegen Eske Brun wurde er anschließend von den Vereinigten Staaten und Kanada als de-facto-Regent über Grönland anerkannt. Bereits im Frühjahr 1941 reiste Aksel Svane jedoch in die USA, um unter dem dänischen Gesandten Henrik Kauffmann die grönländischen Interessen zu vertreten, während Eske Brun de facto beide Landesteile regierte. Nebenher war er von 1940 bis 1945 Mitglied des Aufsichtsrats für den Kryolithbergbau in Ivittuut. Nach Kriegsende arbeitete Aksel Svane von 1947 bis 1948 im Justitsministeriet. 1948 wurde er bei Grønlands Styrelse als Personalchef angestellt. Von 1948 bis 1950 gehörte er mehreren Unterkommissionen der Grønlandskommission an. 1951 wurde er zum kommissarischen Abteilungsleiter im Staatsministerium ernannt. 1955 wurde er im neugegründeten Grønlandsministeriet angestellt. Nebenher war er von 1951 bis 1969 Mitglied des Gesetzesausschusses für Grönland. 1968 wurde er pensioniert.
Von 1955 bis 1978 war Aksel Svane Aufsichtsratsmitglied des Arktisk Institut. Zwei Jahre nach dem Tod seiner Frau heiratete er am 13. Juni 1956 in zweiter Ehe Fritze Gerda Tinne Holm (1910–1991), Tochter des Warenmaklers Georg Holm (1872–1941) und seiner Frau Cathinca Brandt (1877–1965). Aksel Svane wurde am 13. August 1948 zum Ritter und am 12. Juni 1963 zum Ritter 1. Grades des Dannebrogordens ernannt. Er starb 1991 im Alter von 93 Jahren und liegt mit seiner ersten Frau auf dem Friedhof in Hornbæk begraben.